# عضل جزائري
عضل جزائري (الاسم العلمي: Gerbillus garamantis) (بالإنجليزية: Algerian Gerbil)‏ هو نوع من الحيوانات يتبع جنس العضل من الفصيلة الفأرية.